# Delta Calcio Porto Tolle
El Delta Calcio Porto Tolle fue un club de fútbol de Italia, con sede en Porto Tolle, en el Véneto. Fue fundado en 1999 y desapareció en 2022.

## Historia
Fue fundado en el año 1999 en la ciudad de Porto Tolle (Provincia de Rovigo) con el nombre Unione Sportiva Delta 2000, tras la fusión de los equipos Società Sportiva Carpano Cà Venier (fundado en 1966), Associazione Calcio Porto Tollese (fundado en 1966) y Società Sportiva Polesine Camerini (fundado en 1971).
Ascendió a la Serie D por primera vez en la temporada 2010/11 tras iniciar desde la Prima Categoria en la temporada 1999/2000. Cambiaron de nombre por Unione Sportiva Dilettantistica Calcio Delta Porto Tolle en el año 2011 y por Associazione Calcistica Delta Porto Tolle en el 2013. El año siguiente la entidad se mudó a Rovigo, cambiando el nombre por Associazione Calcistica Delta Porto Tolle Rovigo. En el 2015 adoptaron el nombre Associazione Calcistica Delta Calcio Rovigo Società Sportiva Dilettantistica y en 2017 el nombre actual, tras volver a Porto Tolle.
El club fue descontinuado al término de la temporada 2021-22.

## Palmarés

### Torneos interregionales
- Serie D (1): 2012-13 (Grupo C)

### Torneos regionales
- Eccellenza Veneto (1): 2010-11 (Grupo B)
- Promozione Veneto (1): 2009-10 (Grupo C)